# Hyloxalus argyrogaster
Hyloxalus argyrogaster är en groddjursart som först beskrevs av Morales och Schulte 1993.  Hyloxalus argyrogaster ingår i släktet Hyloxalus och familjen pilgiftsgrodor. IUCN kategoriserar arten globalt som livskraftig. Inga underarter finns listade i Catalogue of Life.